# Селихново (Псковский район)
Селихново  — деревня в Карамышевской волости Псковского района Псковской области России.
Расположена в 12 км к юго-востоку от села Карамышево и в 30 км к юго-востоку от Пскова.
| 2000 | 2001 | 2002 | 2010 |
| ---- | ---- | ---- | ---- |
| 204  | →204 | ↘156 | ↘95  |